# Плосківська сільська рада (Ружинський район)
Плосківська сільська рада — колишня адміністративно-територіальна одиниця та орган місцевого самоврядування у Ружинському районі Бердичівської округи, Київської й Житомирської областей Української РСР та України з адміністративним центром у с. Плоска.

## Населені пункти
Сільській раді були підпорядковані населені пункти:
- с. Плоска

## Населення
Відповідно до перепису населення СРСР, станом на 17 грудня 1926 року, чисельність населення ради становила 1 279 осіб, з них, за статтю: чоловіків — 628, жінок — 651, етнічний склад: українців — 1 266, поляків — 12, інших — 1. Кількість господарств — 298, з них несільського типу — 1.
Станом на 5 грудня 2001 року, відповідно до перепису населення України, кількість мешканців сільської ради становила 562 особи.

## Склад ради
Рада складалася з 12 депутатів та голови.

### Керівний склад сільської ради
| ПІБ                        | Основні відомості                                                                       | Дата обрання | Дата звільнення |
| -------------------------- | --------------------------------------------------------------------------------------- | ------------ | --------------- |
| Сиротенко Ірина Миколаївна | Сільський голова, 1970 року народження, освіта, позапартійна                            | 26.03.2006   | 31.10.2010      |
| Костюк Інна Володимирівна  | Сільський голова, 1968 року народження, освіта середня спеціальна, член Партії регіонів | 31.10.2010   |                 |

Примітка: таблиця складена за даними джерела

## Історія
Створена 1923 року в с. Плоске (Плоска) Ружинської волості Бердичівського повіту Київської губернії. 7 березня 1923 року включена до складу новоствореного Ружинського району Бердичівської округи.
Станом на 1 вересня 1946 року сільська рада входила до складу Ружинського району Житомирської області, на обліку в раді перебувало с. Плоска.
11 серпня 1954 року, відповідно до указу Президії Верховної ради Української РСР «Про укрупнення сільських рад по Житомирській області», сільську раду ліквідовано, територію та с. Плоска приєднано до складу Ягнятинської сільської ради Ружинського району.
Відновлена 26 червня 1992 року, відповідно до рішення Житомирської міської ради, у с. Плиска Ягнятинської сільської ради Ружинського району.
Виключена з облікових даних 17 липня 2020 року. Територію та населені пункти ради, відповідно до розпорядження Кабінету Міністрів України № 711-р від 12 червня 2020 року «Про визначення адміністративних центрів та затвердження територій територіальних громад Житомирської області», включено до складу Ружинської селищної територіальної громади Бердичівського району Житомирської області.